# Grundmühle (Neunburg vorm Wald)
Grundmühle ist ein Ortsteil der Stadt  Neunburg vorm Wald im Landkreis Schwandorf in Bayern.

## Geographie
Grundmühle liegt circa neun Kilometer südöstlich von Neunburg vorm Wald entfernt. Die ehemalige Mühle liegt am Mühlbach, der etwa vier Kilometer weiter nordöstlich am 630 Meter hohen Zigeunerfelsen entspringt und einen Kilometer weiter südwestlich in den Hückbach mündet.

## Geschichte
| Jahr      | 1913 | 1990 | 2012 |
| --------- | ---- | ---- | ---- |
| Einwohner | 5    | 2    | 5    |

1865 wurde die Grundmühle von Penting nach Seebarn umgepfarrt.
Am 23. März 1913 gehörte Grundmühle zur Pfarrei Seebarn, bestand aus einem Haus und zählte 5 Einwohner.
Am 31. Dezember 1990 hatte Grundmühle zwei Einwohner und gehörte zur Pfarrei Seebarn.
Am 31. Dezember 2012 hatte die Grundmühle fünf Einwohner.